# 왕창욱
왕창욱(?~)은 조선민주주의인민공화국의 정치인이다. 내각 원자력공업상 겸 조선로동당 중앙위원회 정치국 후보위원이다.

## 경력
2013년 4월 새로 신설된 내각 원자력공업성의 원자력공업상으로 임명되었다. 2016년 5월, 조선로동당 제7차 대회에서 조선로동당 중앙위원회 후보위원으로 선출되었다.